# Préizerdaul
Préizerdaul è un comune del Lussemburgo occidentale. Si trova nel cantone di Redange e nel distretto di Diekirch.
Fino al 17 luglio 2001, il nome del comune era Bettborn, dal nome del capoluogo. Préizerdaul è stato il primo comune a cambiar nome dalla I guerra mondiale. Al momento è l'unico comune che ha cambiato il nome in uno di origine lussemburghese.
Le altre località che fanno capo al comune sono Bettborn, Platen, Pratz e Reimberg.